# Gillichthys seta
Gillichthys seta és una espècie de peix de la família dels gòbids i de l'ordre dels perciformes.

## Hàbitat
És un peix marí, de clima subtropical i demersal.

## Distribució geogràfica
Es troba al Pacífic oriental central: Puerto Refugio (Illa Ángel de la Guarda, el Golf de Califòrnia).

## Observacions
És inofensiu per als humans.